# Justin Gray
Ne doit pas être confondu avec Justin Gray, le scénariste de comics
Pour les articles homonymes, voir Gray.
Justin Gray, né le 31 mars 1984, à Orlando, en Floride, est un joueur américain de basket-ball. Il évolue aux postes de meneur et d'arrière.

## Palmarès
- Champion de République tchèque 2009
- Champion des Amériques des 21 ans et moins 2004